# Charles Coughlin
Charles Edward Coughlin (25. října 1891 – 27. října 1979) byl americký katolický kněz kanadského původu, farář při National Shrine of the Little Flower v Royal Oak v Michiganu. Byl jedním z prvních náboženských a politických lídrů, používajících masové sdělovací prostředky. Jeho víkendová vystoupení v rádiích ve třicátých letech 20. století měla miliony posluchačů.[zdroj⁠?!]

## Život
Charles Coughlin ve svých projevech zuřivě napadal Roosevelta a jeho Nový úděl, prokládal je antisemitskými výpady, a vyjádřil ocenění Mussolinimu a Hitlerovi. Řada katolických biskupů i apoštolský delegát se snažili omezit jeho působení v rádiích, kde vystupoval jako katolický kazatel (ačkoliv ve skutečnosti se zabýval mnohem více politikou a ekonomikou, než vírou), on však těžil z toho, že jedinou autoritou, která vůči němu měla kanonické pravomoci, byl detroitský arcibiskup Michael Gallagher, jeden z mála jeho podporovatelů v řadách episkopátu.
Po roce 1936 eskaloval Coughlinův antisemitismus a oslava fašistických a nacistických vůdců, což se ale ukázalo být příčinou jeho pádu. Odpor vůči Coughlinovi mezi episkopátem gradoval, navíc USA v roce 1936 navštívil kardinál státní sekretář Pacelli (budoucí papež Pius XII.), který se po setkání s Coughlinem a vyslechnutí několika jeho projevů plně ztotožnil s tím, že jeho vystupování v roli katolického kazatele musí skončit.
Společné úsilí vlády, katolických biskupů a vzrůstající antisemitismus a extremismus v Coughlinových projevech vedl k tomu, že některá rádia začal odmítat jeho projevy (už beztak ztrácející posluchače). Nový správce detroitské arcidiecéze (Gallager zemřel v roce 1937) se také ukázal být mnohem méně chápavý než jeho předchůdce, takže Couglin už de facto nesměl vystupovat jako katolický kněz a kazatel, ale pouze „soukromě“ a nakonec si musel za vysílací čas sám platit, což mu značně ztížilo vystupování.
V roce 1939 mu vláda zcela zakázala přístup do rádií, no dále šířil své názory vlastními novinami Social Justice a ve zvukových nahrávkách, odvolával se přitom na první dodatek ústavy. Vláda však zásadně omezila i tyto jeho možnosti, když mu zakázala využívat zlevněné služby Amerického státního poštovního úřadu. Mohl dál publikovat, co chtěl, ale jeho možnosti doručit své projevy a noviny čtenářům byly extrémně sníženy, přesto se dál snažil působit až do roku 1942, kdy mu arcibiskup Mooney zakázal veškeré další politické působení a vystupování. Couglin uposlechl – farářem zůstal až do důchodu v roce 1966.